# Пламен Марков (футболист)
Вижте пояснителната страница за други личности с името Пламен Марков.
Пламен Марков Марков е български футболист – полузащитник и футболен треньор. Роден е на 11 септември 1957 г. в Севлиево.

## Кариера като футболист
Започва своята футболна кариера в Раковски (Севлиево) от 1973 до 1975 г. и продължава в ЦСКА от 1975 до 1985 г. (235 мача и 37 гола). След това играе във френските Гренобъл и Мец. Шампион на България пет пъти (1975, 1980, 1981, 1982 и 1983 г.). Носител на Купата на България три пъти (1981 – в неофициалния турнир, 1983 и 1985 г.). Полуфиналист за КЕШ през 1982 г. За ЦСКА има 27 мача и 2 гола в евротурнирите (17 мача за КЕШ и 10 мача с 2 гола за купата на УЕФА). Има 38 мача и 6 гола за националния отбор на България, 11 мача с 2 гола за младежкия и 22 мача с 6 гола за юношеския национален отбор. Дебютира в националния отбор на 29 март 1978 г. срещу Аржентина (1 – 3 в Буенос Айрес). Последен мач в националния отбор на 10 юни 1986 г. отново срещу Аржентина (0 – 2 на Световното първенство в Мексико, играе само в този мач от първенството). Футболист с добра техника, точни подавания и конструкторски качества. Завършва ВИФ „Георги Димитров“. „Заслужил майстор на спорта“ от 1980 г.
Като футболист на Метц и играещ треньор на Гренобъл завършва треньорската школа на Френската футболна федерация във Виши. 

## Кариера като треньор
Бил е треньор в ЦСКА, „ФК Янтра“ (Габрово), „Раковски“ (Севлиево), „Видима-Раковски“ (Севлиево). Като треньор на националния отбор на България завършва успешно квалификациите за Европейското първенство през 2004 г. в Португалия и става вторият български треньор, класирал българския национален футболен отбор на европейско първенство. След три загуби от три мача на финалите на европейското първенство си подава оставката и се връща отново във „Видима-Раковски“ (Севлиево). От април 2006 г. е треньор на ЦСКА, с който на 24 май 2006 г. печели финала за купата на България срещу „ФК Черно море“ с 3 – 1. През юли 2006 г. печели с ЦСКА турнира „Плейстейшън-2“. На 30 юли 2006 г. печели с ЦСКА Суперкупата на България като побеждава на финали ПФК Левски (София) с 3 – 0 след изпълнение на дузпи (в редовното време и продълженията 0 – 0). След два равни мача в началото на пролетния полусезон през 2007 г. ЦСКА изостава с 6 т. след Левски и ръководството, поставило си за цел спечелването на шампионата, заменя Пламен Марков със Стойчо Младенов.. През 2007 г. води за малко мароканския „Уидад“. От 11 януари 2008 г. е назначен отново за треньор на националния отбор по футбол на България, но след три равенства в световните квалификации е уволнен от изпълкома на БФС на 2 декември 2008 г.
На 16 април 2008 г. успешно защитава кандидатска дисертация в НСА на тема „Изследване и усъвършенстване на спортната подготовка на елитни футболисти“ и придобива образователна и научна степен „доктор“. .
През септември 2014 г., след разсекретяване на досиета, се оказва, че Марков е бил агент на Държавна сигурност (ДС) от 1980 г.
От 2015 г. до 2021 г. е назначен като спортен директор на ЦСКА. Нееднократно се обявява за връщане на играещия във В група отбор сред елита. 